# Yannick Rathgeb
Yannick Rathgeb est un joueur de hockey sur glace suisse, né le 24 octobre 1995 à Langenthal et évoluant au poste de défenseur au HC Fribourg-Gottéron.

## Biographie

### Formation
Yannick Rathgeb est formé par le SC Langenthal jusqu'en 2010, année où il part pour les SC Langnau Tigers. Entre 2013 et 2015, il évolue en Amérique du Nord, plus précisément en OHL, avec les Plymouth Whalers.

### Carrière professionnelle
A son retour des Etats-Unis, Rathgeb fait ses débuts professionnels avec le HC Fribourg-Gottéron, en National League, la première division suisse. Il est alors âgé de dix-neuf ans. Il y dispute trois saisons, avant de signer en avril 2018 un contrat de deux ans à deux volets avec les New York Islanders. Il ne patine toutefois jamais en NHL, uniquement en AHL avec les Bridgesport Sound Tigers, et rentre en Suisse en 2019 après une saison. Il s'engage alors avec l'EHC Biel-Bienne pour trois ans. Après avoir finalement passé cinq ans dans le Seeland, Rathgeb revient à Fribourg pendant l'été 2024, avec un contrat portant jusqu'en 2029 dans les bagages.